# هستی
هَستی  عموماً آنچه در نظر گرفته می‌شود که به‌طور عینی، مستقل از حضور شیء، وجود داشته باشد.

## تعریف
در تداول معمولی به معنای جهانی است که ما از راه حس‌های خود نسبت به آن آگاهی داریم. این مفهوم در شاخه هستی‌شناسی از فلسفه، معنای تخصصی‌تری گرفته‌است.
رابطهٔ میان هستی و زمان جستاری بسیار مشکل‌آفرین است. بیشتر فیلسوفان بر این باورند که برای هستی یک مدت مشخصی از زمان را می‌شود در نظر گرفت. اما برخی دیگر از فیلسوفان، زمان را یک «توهم» می‌نامند. برخی دیگر، زمان را امری واقعی می‌دانند اما باور دارند که چیزی به نام زمان نقطه‌ای یعنی زمان بدون مدت هم وجود دارد.
حتی فیلسوفانی که زمان را تنها یک واقعیت نسبی قلمداد می‌کنند وجود فرایند «تبدیل» را می‌پذیرند. منظور از تبدیل، دگرگونی‌هایی است که در اجسام جداگانه در مدت زمان وجودشان رخ می‌دهد. پذیرش مفهوم تبدیل، مشکلی را پیش می‌آورد به نام پایایی. پرسشی پیش‌آمده این است که با این‌همه تبدیل که در یک جسم در حین موجودیتش روی می‌دهد تا چه اندازه می‌توان برای آن جسم یک هویت قائل شد.
برای هستی در کلیتش اغلب یک هویت پایدار در نظر گرفته می‌شود اما در مورد این‌که کل هستی نیز مانند اجسام درونش آغاز و پایان دارد اختلاف نظر هست.
فیلسوفان معتقد به اصالت و تقدم وجود بر این باورند که هستی موجودات دو جنبه دارد: ذات یا ماهیت، و هستی. به باور آنان زمانی که موجودی به سبب خودآگاهی بر ماهیت خود اثر گذاشت و شناسه‌های ویژه‌ای پیدا کرد از مرحلهٔ ذات به مرحلهٔ وجود می‌رسد.

## مفهوم وجود در فلسفه اسلامی
در فلسفه اسلامی قائل به اصالت وجود می‌باشند و ماهیت را امری عارض بر وجود می‌دانند. وجود خود به دو دسته به ضروره و به الامکان تقسیم می‌شود و وجود به ضروره به واجب الوجود و ممتنع الوجود تقسیم می‌شود. فلاسفهٔ اسلامی واجب الوجود را اصل و منشأ وجود می‌دانند و خداوند را واجب الوجود می‌نامند. وجود عام از وجود مادی و غیر مادی است. مابقی موجودات در طول وجود خداوند می‌باشند و ممکن الوجود نام دارند که پس از فراهم شدن علت وجودی و بر طرف شدن موانع وجودی به ارادهٔ واجب الوجود موجود می‌شوند.
مواد سه‌گانهٔ فلسفی (مواد ثلاث): حمل و بار کردن مفهوم وجود بر هر موضوعی از دو حال خارج نیست؛ مثلاً اینکه «خداوند موجود است»، ما وجود را بر خداوند حمل کرده‌ایم.
این محمول (وجود) برای موضوع (خداوند) یا ضرورت دارد یا ضرورت ندارد. اگر ضرورت نداشت و ممکن بود که موجود باشد یا نباشد و بود و نبودش نیازمند علت بود، در اصطلاح می‌شود بالامکان (۱-ممکن الوجود)، واگر ضرورت داشت حمل آن دو صورت دارد:
- الف) ضرورت ایجاب (۲-واجب الوجود):یعنی همیشه باید وجود بر این مفهوم حمل شود؛ مثلاً در مورد مثال بالا خداوند باید موجود باشد به ضرورت عقل و حقیقت دنیای خارج. در واجب الوجود، وجود برای آن موجود باید مستقل باشد و آن موجود برای موجود بودن نباید نیازی به غیر (علت) داشته باشد و باید همیشه موجود باشد؛ و خود علت وجود دیگر موجودات است و وجود آن‌ها (ممکن الوجودها) در طول وجود واجب الوجود هستند. (سر چشمهٔ وجود)
- ب) ضرورت سلب (۳-ممتنع الوجود):یعنی وجود برای این مفهوم محال است و نمی‌تواند موجود باشد. مثل اجتماع نقیضین (پارادوکس) نمی‌تواند درعالم خارج موجود باشد مثلاً در زمان واحد هم شخصی موجود باشد هم نباشد.

پس در ماده:
1. ممکن الوجود تمام خلایق را شامل می‌شود. چه انسان که موجود است و چه سیمرغ که موجود نیست ولی امکان عقلی دارد که موجود شود.
2. واجب الوجود فقط خداست که منشأ وجود است.
3. ممتنع الوجود محالات عقلی هستند که عقل حکم می‌کند که قابلیت موجود شدن را ندارد.[۱][۲][۳]

## اقسام وجود
1. واحد و کثیر وجود واحد خود یا مجرد است یا مادی و مجرد یا بسیط است یا مرکب مثال :دنیا موجود کثیر است و خداوند مجرد بسیط و فرشته مجرد مرکب (ماهیت و وجود) و جماد و گیاه مرکب مادی و غیرمادی
2. ثابت و متغیر و متغیر یا متحرک است یا غیرمتحرک مثال:خداوند ثابت است و فرشته متغیر غیر متحرک و جماد و گیاه و انسان متغیر متحرک.
3. علت یا معلول یا علت و معلول مثال:خداوند علت تنها یا علت العلل (علت نخستین) و مفاهیم ذهنی ما معلول ما و حیوان و انسان که هم علتند و هم معلول.
4. قدیم و حادث مثال خداوند قدیم است و مخلوقات حادث‌اند.

## متون فلسفی
ماده گرایی بر این باور است که فقط ماده و انرژی وجود دارند، همه چیز از ماده تشکیل شده و تمام عملکردها به انرژی نیاز دارند و تمام پدیده‌ها از قبیل خوداگاهی، نتیجهٔ ارتباط متقابل مواد می‌باشد. ماده گرایی منطقی تمایزی بین بودن و وجود داشتن قایل نمی‌شود و در تعریف آن را واقعیت عینی اشکال مختلف ماده می‌داند.
مبنای تفکر آرمان‌گرایی این است که آنچه که وجود دارد فقط تفکر و عقیده است در حالی‌که دنیای مادی در مرحلهٔ ثانوی قرار دارد. در این مکتب، وجود داشتن با ماهیت ماورایی که قادر است از مرزهای موجود در این دنیا عبود کند، در تضاد است. فلسفهٔ عقلانی در غالب شناخت‌شناسی، وجود را قابل درک و منطقی می‌داند لذا تمام موجودات متشکل‌اند از منطقی در جستجوی مرتبط با آن موجود و تمام پدیده‌ها از جمله خوداگاهی نتیجهٔ درک نومنالی از دنیا است که باور دارد اجسام مستقل و بدون ذهن هستند.
در حیطهٔ علم و دانش، وجود اجسام از ماهیت خودشان مشتق نمی‌شود و با خلقت و ارادهٔ خداوند تعیین می‌شود. تضاد موجود میان «بودن» و «ماهیت» نشانگر این است که دوگانگی جهان خلقت تنها از راه خدا حل شدنی است. تجربه گرایی وجود حقایق مفردی را تشخیص می‌دهد که قابل مشاهده علوم تجربی باشند و نه مشتق از دیگری.
یکی از مهم‌ترین و اساسی‌ترین موضوعات در هستی‌شناسی، تعریف وجود است، مطالعهٔ فلسفی از ماهیت بودن، وجود داشتن و کل واقعیت به علاوه دسته‌بندی موجودات و روابطشان. هستی‌شناسی که خود قسمتی از فلسفهٔ طبیعت است به سوالاتی دربارهٔ این که چه موجودات و نهادهایی وجود دارند یا می‌توان گفت که هستند، می‌پردازد و این‌که چنین موجوداتی آیا قابل دسته‌بندی در یک سلسله مراتب با در نظر گرفتن وجه تشابه و تمایزشان هستند یا نه.

## عقاید تاریخی
از دیرباز در فلسفه غرب، آثاری هرچند پراکنده از قبیل جمهور از افلاطون و متافیزیک از ارسطو در ارتباط کلی با این موضوع برجا مانده‌است. نظریهٔ جامع ارسطو دربارهٔ بودن، که طبق آن موجودات منفرد به نام ماده به صورت کامل وجود دارند ولی بقیهٔ چیزها از قبیل روابط، کمیت، زمان و مکان که زیرمجموعه نامیده شده و وجودشان مشتق از دیگران و وابسته به وجود آن‌ها است. در مابعدالطبیعه ارسطو چهار دلیل برای بودن ذکر شده: دلیل مادی، دلیل رسمی (توافقی)، دلیل مؤثر و دلیل نهایی.
پیروان مکتب نئوکلاسیک افلاطون و اولین فلاسفهٔ مسیحی مخالف هرگونه بودن و واقعیتی به جز در ذهن خداوند بودند و بعضی از آن‌ها فکر می‌کردند که بودن، تله و اغفالی بود که با وجود جهان، جسم و شیطان انسان‌های ضعیف را از خدا دور می‌کرد.